# Kruševska republika
Kruševska republika (bolgarsko Крушевска Република, makedonsko Крушевска Република, latinizirano: Kruševska Republika, vlaško Republica di Crushuva) je bila kratkotrajna politična enota, ki so jo leta 1903 razglasili uporniki iz  IMRO v Kruševu med protiosmansko Ilindensko-preobrazbeno vstajo. Po poznejših bolgarskih in poznejših makedonskih pripovedih je bila to ena prvih novodobnih republik na Balkanu.

## Zgodovina
3. avgusta 1903 so uporniki zavzeli mesto Kruševo v vilajetu Manastir Osmanskega cesarstva (današnja Severna Makedonija) in vzpostavili revolucionarno vlado. Entiteta je obstajala le 10 dni: od 3. do 13. avgusta, vodil pa jo je Nikola Karev. Bil je močan levičar, zavračal je nacionalizem etničnih manjšin in bil naklonjen zavezništvu z običajnimi muslimani proti sultanatu, prav tako pa je podpiral idejo o Balkanski federaciji.
Med različnimi etnoverskimi skupinami (milleti) v Kruševu je bil izvoljen republiški svet s 60 člani – 20 predstavniki iz treh skupin: Aromuni, bolgarski eksarhisti in grški patriarhisti. Svet je izvolil tudi izvršni organ - začasno vlado - s šestimi člani (po 2 iz vsake omenjene skupine),  katerih dolžnost je bila spodbujanje javnega reda in miru ter upravljanje preskrbe, financ in zdravstvene oskrbe. Domnevni »Kruševski manifest« je bil objavljen prve dni po razglasitvi. Napisal ga je Nikola Kirov in je orisal cilje vstaje ter pozval muslimansko prebivalstvo, naj združi moči z začasno vlado v boju proti osmanski tiraniji, da bi dosegli svobodo in neodvisnost. Tako Nikola Kirov kot Nikola Karev sta bila člana Bolgarske delavske socialdemokratske stranke, od koder sta črpala te levičarske ideje.
Vendar se je pojavil problem etnične identifikacije. Karev je vse člane lokalnega sveta imenoval bratje Bolgari, medtem ko so uporniki IMRO izobesili bolgarske zastave, ubili pet grških patriarhistov, obtoženih, da so osmanski vohuni in nato napadli lokalne Turke in albanske muslimane. Dokler so mesto nadzorovali bolgarski komitadžiji, je bila patriarhistična večina osumljena in terorizirana. Razen eksarhističnih Aromunov, ki so bili bolgarofili (kot je Pitu Guli in njegova družina), je večina članov drugih etnoreligioznih skupnosti zavračala IMRO kot probolgarsko.
Osmanska vlada, ki jo je vstaja sprva presenetila, je sprejela izredne vojaške ukrepe, da bi jo zadušila. Četa Pituja Gulija je poskušala mesto braniti pred osmanskimi četami, ki so prihajale iz Bitole. Vsa četa in njihov vodja (vojvoda) so umrli. Po hudih bojih pri Mečkinem Kamenu so Osmani uspeli uničiti Kruševsko republiko in zagrešiti grozodejstva nad uporniškimi silami in lokalnim prebivalstvom. Zaradi streljanja je bilo mesto delno požgano. Po plenjenju mesta s strani turških vojakov in albanskih bašibazukov so osmanske oblasti prebivalcem Kruševa v podpis razposlale izjavo, da so bolgarski komitadžije zagrešili grozodejstva in izropali mesto. Nekaj državljanov ga je pod administrativnim pritiskom res podpisalo.

## Praznovanje
Praznovanje dogodkov v Kruševu se je začelo med prvo svetovno vojno, ko je območje, takrat imenovano Južna Srbija, zasedla Bolgarija. Naum Tomalevski, ki je bil imenovan za župana Kruševa, je organiziral vsedržavno proslavo 15. obletnice ilindenske vstaje. Na kraju bitke pri Mečkinem Kamenu so zgradili spomenik in spominsko obeležje. Po vojni jih je uničila srbska oblast, ki je nadaljevala s politiko nasilne srbizacije. Tradicija praznovanja teh dogodkov se je obnovila med drugo svetovno vojno v regiji, ko se je že imenovala Vardarska banovina in je bila uradno priključena Bolgariji.
Medtem so novoorganizirani projugoslovanski makedonski komunistični partizani razvili idejo o nekakšni socialistični kontinuiteti med svojim bojem in bojem upornikov v Kruševu. Poleg tega so pozivali prebivalstvo k boju za »svobodno Makedonijo« in proti »fašističnim bolgarskim okupatorjem«. Po vojni se je zgodba nadaljevala v Socialistični republiki Makedoniji, kjer je bila Kruševska republika vključena v zgodovinsko pripoved. Nova komunistična oblast je uspešno izbrisala preostala bolgarofilska čustva. V okviru prizadevanj za dokazovanje kontinuitete novega makedonskega naroda in nekdanjih upornikov so trdili, da so bili aktivisti IMRO zavestno makedonski po identiteti. Ustanovitev kratkotrajne entitete danes v Severni Makedoniji vidijo kot uvod v neodvisnost sodobne makedonske države.
Muzej Ilindenske vstaje je bil ustanovljen leta 1953 ob 50. obletnici Kruševske republike. Nastal je v prazni hiši družine Tomalevski, kjer je bila razglašena republika, čeprav je bila družina že zdavnaj emigrirala v Bolgarijo. Leta 1974 so na hribu nad Kruševom postavili ogromen spomenik, ki je obeležil podvig revolucionarjev in ASNOM-a. V okolici je še spomenik Mečkin kamen.

## Sodobno sklicevanje
Zapisi Nikole Kirova, ki so med najbolj znanimi primarnimi viri o uporu, omenjajo Bolgare, Vlahe (Aromune) in Grke (sic: Grke), ki so sodelovali v dogodkih v Kruševu. Čeprav so jugoslovanski komunistični zgodovinarji po drugi svetovni vojni nasprotovali Kirovovi klasifikaciji slovanskega prebivalstva Kruševa kot bolgarskega, so vse drugo v njegovi pripovedi o dogodkih leta 1903 hitro sprejeli kot dokončno. Vendar pa je bilo v obdobju Informbiroja ime vodje upornikov Nikole Kareva črtano iz makedonske himne, saj so njega in njegove brate sumili, da so bolgarofilski elementi. Nekateri sodobni makedonski zgodovinarji, kot je Blaže Ristovski, so priznali, da je bila entiteta, ki je danes simbol makedonske državnosti, sestavljena iz ljudi, ki so se identificirali kot "Grki", "Vlahi" (Aromuni) in "Bolgari". V zgodnjem 20. stoletju je bilo Kruševo poseljeno s slovanskim prebivalstvom, Aromuni in pravoslavnimi Albanci, pri čemer so bili prebivalci mesta etnoreligiozno razdeljeni med različne osmanske millete, pri čemer so bili grški patriarhisti največja skupnost, sledili so jim bolgarski eksarhisti in Ullah Millet za Aromune. Po statistiki etnografa Vasila Kanchova na podlagi jezikovne sorodnosti je takratno prebivalstvo mesta štelo: 4950 Bolgarov, 4000 Vlahov (Aromunov) in 400 pravoslavnih Albancev. Ko je antropolog Keith Brown na pragu 21. stoletja obiskal Kruševo, je odkril, da tamkajšnji aromunski jezik še vedno ne razlikuje med »makedonščino« in »bolgarščino« in uporablja oznako Vrgari, tj. »Bolgari«, za obe etnični skupini. To vznemirja mlajše generacije Makedoncev v mestu, saj je biti Bolgar stigma že od jugoslovanskih časov.

## Galerija
- Spomenik bitke pri Mečkinem Kamenu, ki so ga zgradile bolgarske oblasti med prvo svetovno vojno.
- Proslava 15. obletnice dogodkov v Kruševu leta 1918 med bolgarsko okupacijo.
- Stari komitadžija, ki praznuje ilindensko vstajo v Kruševu leta 1943, med bolgarsko aneksijo.
- Spomenik bitke pri Slivi, blizu Kruševa.
- Ilinden (spomenik), ki so ga zgradile jugoslovanske oblasti leta 1974.
- Praznovanje Ilindena 2. avgusta 2011 na Mečkinem Kamenu, Republika Makedonija.